# Ob (Servant)
Pour les articles homonymes, voir OB.
Albums de Psycroptic
Symbols of Failure
(2006)
Ob(Servant) est le quatrième album du groupe Psycroptic, sorti en 2008 sous le label Nuclear Blast.

## Liste des pistes
1. Ob(Servant) - 3:23
2. A Calculated Effort - 6:30
3. Slaves of Nil - 6:01
4. The Shifting Equilibrium - 4:27
5. Removing the Common Bond - 6:00
6. Horde in Devolution - 5:21
7. Blood Stained Lineage - 4:54
8. Immortal Army of One - 5:11
9. Initiate - 8:00